# Novinska naklada
Novinska naklada ili tiraža predstavlja broj primjeraka tiskanih u jednom novinskom izdanju. Smatra se najvažnijim financijskim pokazateljem za uzspješnost pojedinog novinskog izdanja na tržištu. Naklada je najčešće i najbolji pokazatelj samom uredništvu novina kao povratna informacija od čitateljstva.
Novinska naklada najčešće se usklađuje sa zahtjevima tržišta, no promatrana u širem vremenu ujedno je i najbolji pokazatelj promijenjivosti čitateljstva. Novine koje dosegnu veliku nakladu u pravilu se smatraju i kvalitetnijima i vjerodostojnima. Povećanje naklade često dovodi i do većeg ugleda u svijetu novinstva, ali i samom društvu.
Naklada ne mora uvijek biti odraz stanja na tržištu, za što su najbolji primjer propagandne tiskovine u totalitarističkim režimima - tiskani mediji nalaze se pod kontrolom režima koji dolaskom na vlast dokida slobodu izražavanja i nameće najčešće jednu tiskovinu kroz koju nsmeće svoju ideologiju čitateljstvu tj. samom stanovništvu koje tu tiskovinu kupuje zbog nepostojanja drugih tiskovina koje bi joj pružile informacije. Zato takve tiskovine mogu doseći velike naklade u odnosu na stanovništvo tj. novinsko čitateljstvo neke zemlje.
Sedam od deset najtiražnijih novina na svijetu tiska se u Japanu, a 75 od 100 najtiražnijih u Aziji, što se najčešće objašnjava činjenicom da je Azija najnapučeniji Zemljin kontinent s preko četiri milijarde stanovnika, a time i najvećim novinskim čitateljstvom.
Najveću nakladu u nekom trenutku povijesti dosegle su sovjetske novine Argumenty i Fakty (33,5 milijuna 1991. godine) i Komsomolskaya Pravda (21,5 milijuna 1990. godine) prema Guinnessovoj knjizi rekorda. Najtiražnije novine na svijetu danas su japanski Yomiuri Shimbun s dnevnom nakladom od gotovo 10 milijuna primjeraka.